# Drimiopsis botryoides
Drimiopsis botryoides är en sparrisväxtart som beskrevs av John Gilbert Baker. Drimiopsis botryoides ingår i släktet Drimiopsis och familjen sparrisväxter.

## Underarter
Arten delas in i följande underarter:
- D. b. botryoides
- D. b. prostrata

## Bildgalleri

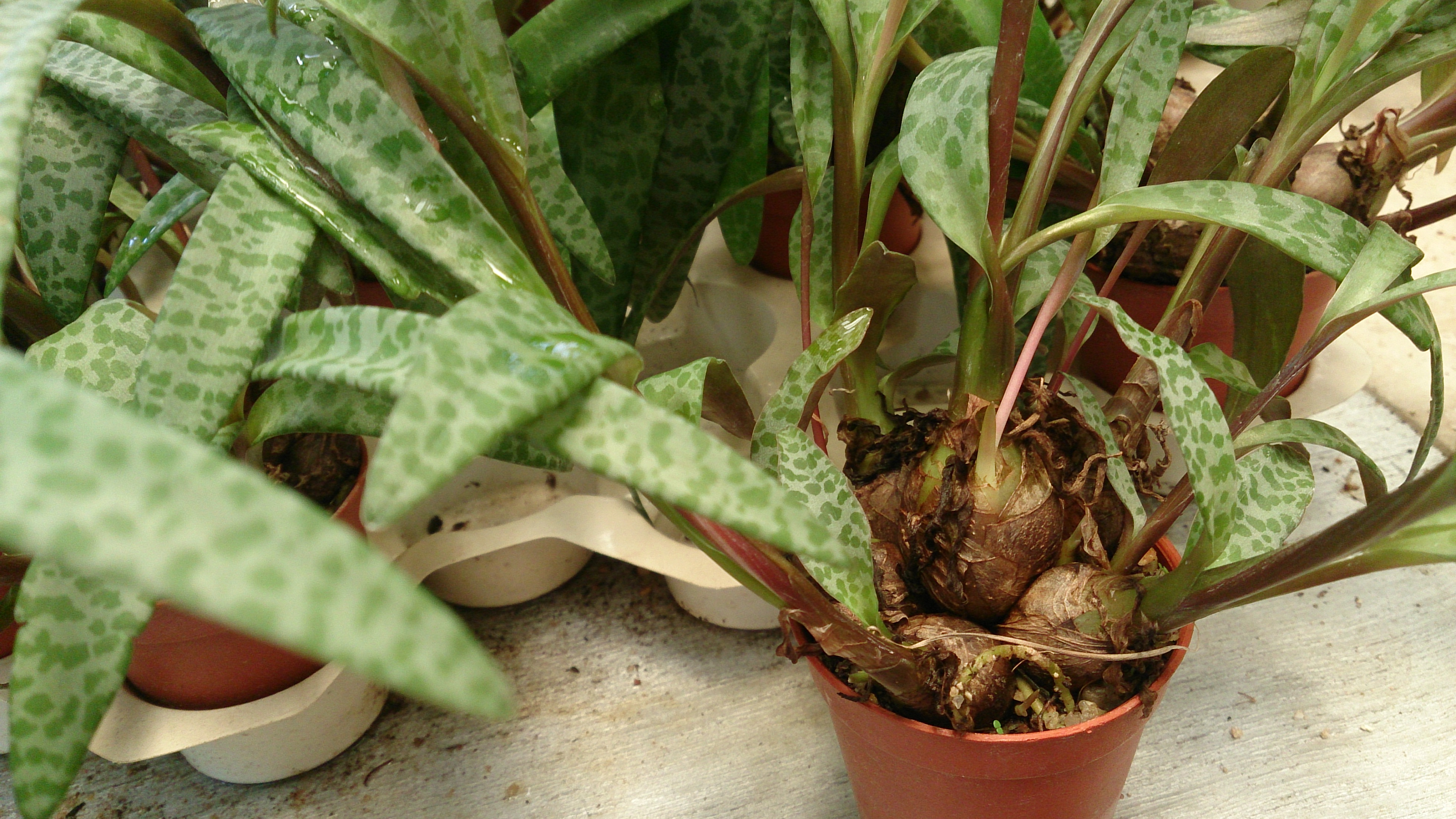
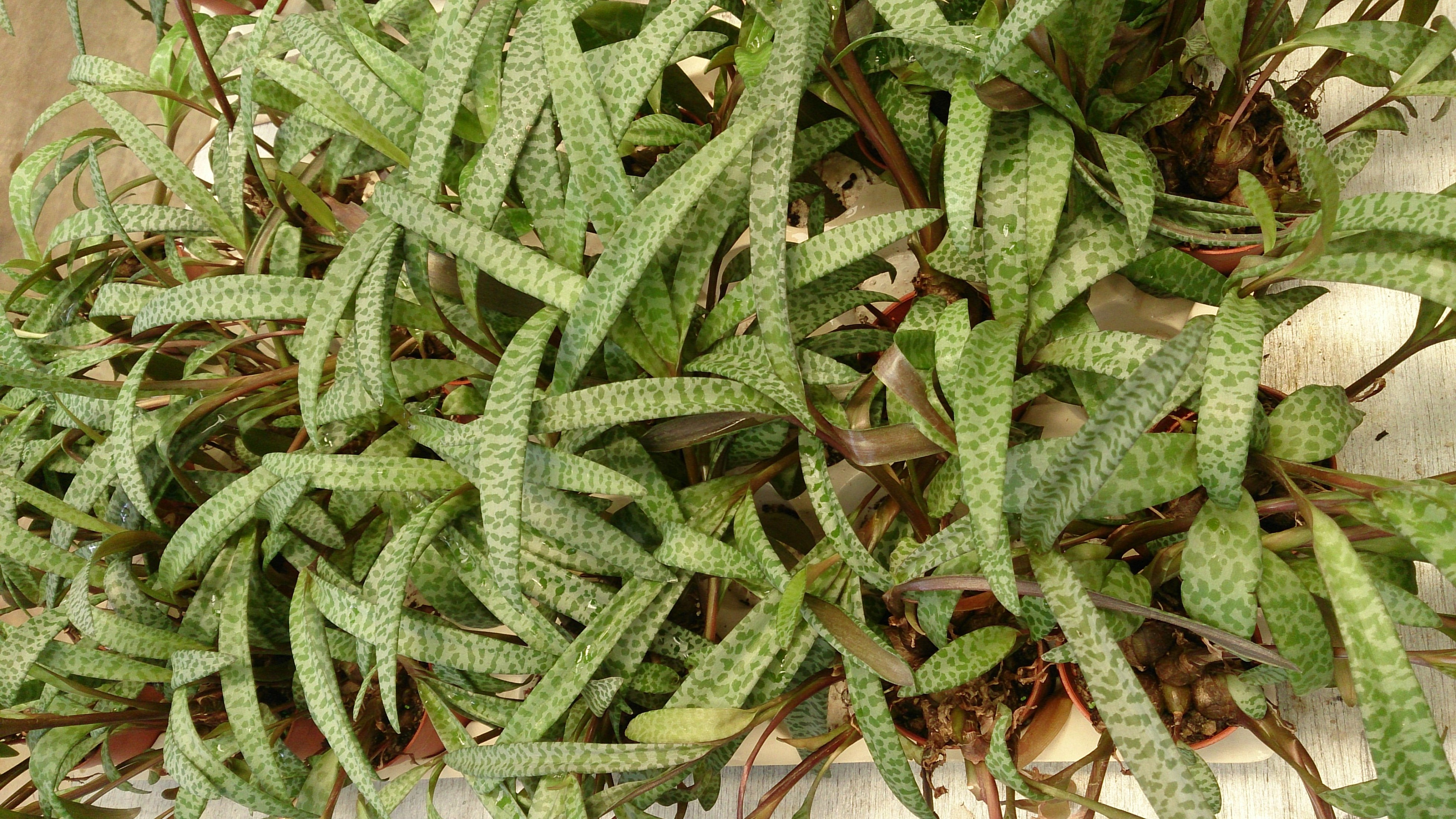
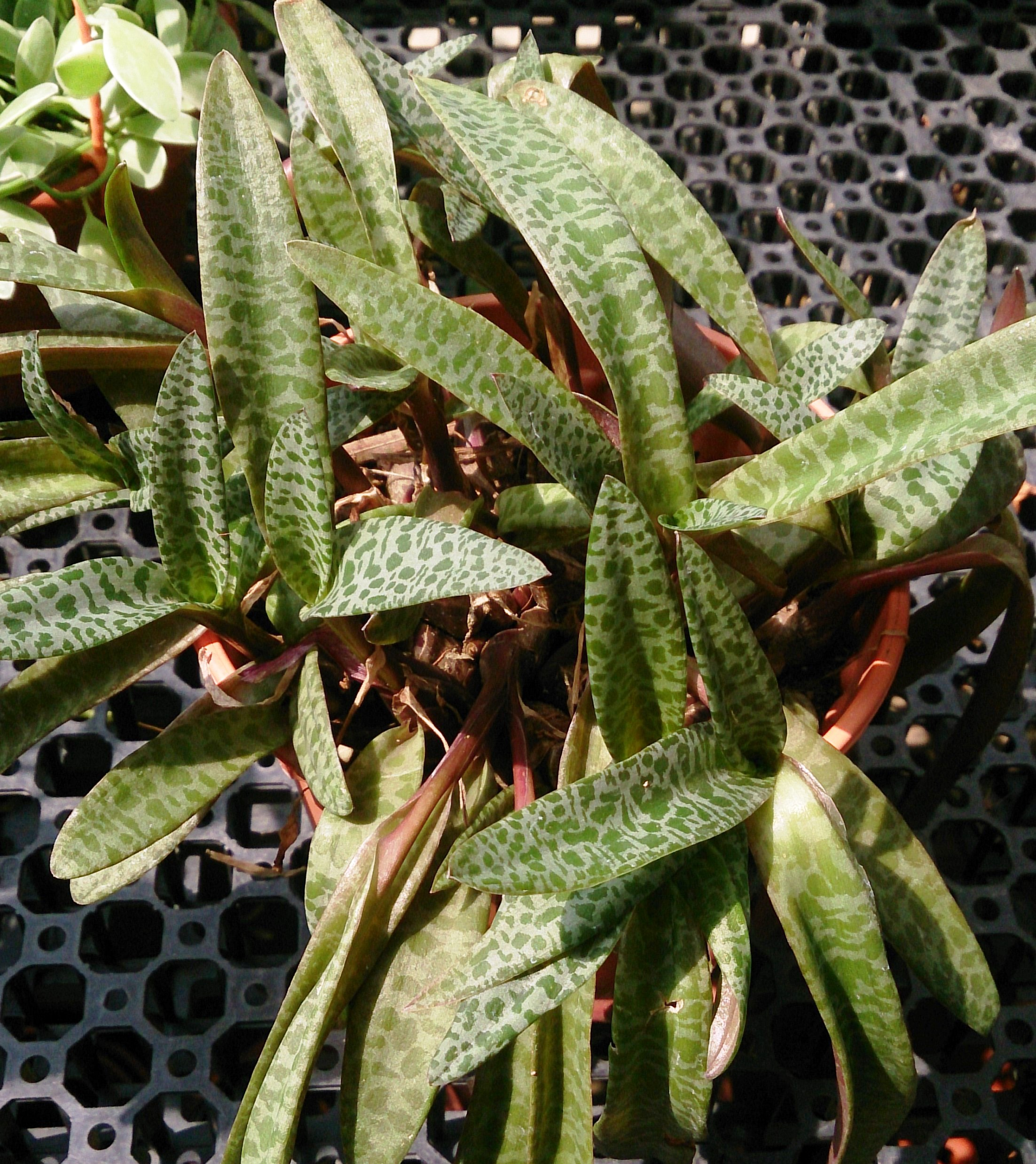
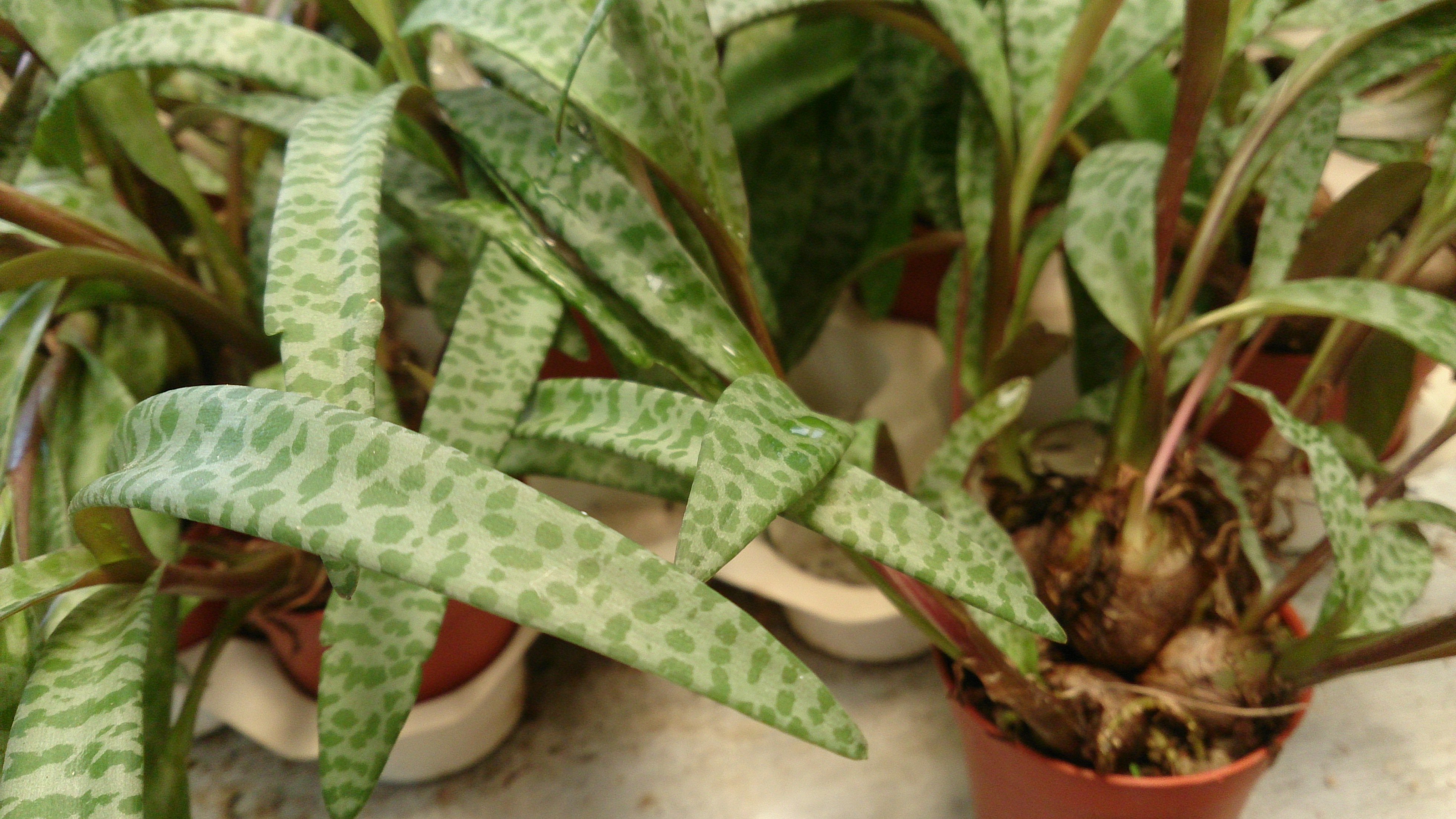